# サターンズ・パターン
『サターンズ・パターン』（Saturns Pattern）は、ポール・ウェラーが2015年に発表したソロ名義では12作目のスタジオ・アルバム。

## 背景
ジョシュ・マクローリー（ザ・ストライプス）、リアム・マギル（シド・アーサー）といった若手ミュージシャンがレコーディングに起用されており、ウェラー自身は「俺はザ・ストライプスもシド・アーサーも好きだった。奴らの音楽を通じて知って、それで連中とも知り合いになったんだ」と語っている。「ホワイト・スカイ」はアモルファス・アンドロジナスとのセッションで生まれた曲である。
ヨーロッパで発売されたデラックス・ボックス・セットは、アルバム本編を収録したアナログLP、ボーナス・トラック3曲が追加された12曲入りのCD、ボーナスDVDの3枚組となった。また、ワーナーミュージック・ジャパンから発売された日本盤CDは、通常盤/DVD付属のスペシャル・エディション盤ともに、ヨーロッパ盤ボックス・セットとは異なるボーナス・トラック2曲が追加されている。

## 反響・評価
全英アルバムチャートでは、ブランドン・フラワーズの『ザ・ディザイアード・エフェクト』に1位獲得を阻まれて初登場2位となり、合計9週トップ100入りした。オランダでは2015年5月23日付のアルバム・チャートで22位を記録し、同国において『22ドリームス』（2008年）以来のトップ40入りを果たした。
ジョン・デニスは『ガーディアン』紙のレビューで5点満点を付け「彼が作曲・録音の両面で突然にして実験的な新生面を提示し始めた2008年のヒット・アルバム『22ドリームス』の好調ぶりを引き継いでいる」と評している。

## 収録曲
特記なき楽曲はポール・ウェラーとジャン・スタン・カイバートの共作。
1. ホワイト・スカイ - "White Sky" (Paul Weller, Garry Cobain, Brian Dougans, Stuart Rowe) - 4:52
2. サターンズ・パターン - "Saturns Pattern" - 3:24
3. ゴーイング・マイ・ウェイ - "Going My Way" (P. Weller) - 4:15
4. ロング・タイム - "Long Time" (P. Weller) - 2:12
5. ピック・イット・アップ - "Pick It Up" - 6:16
6. アイム・ホエア・アイ・シュッド・ビー - "I'm Where I Should Be" - 3:26
7. フェニックス - "Phoenix" - 5:56
8. イン・ザ・カー… - "In the Car..." - 4:44
9. ディーズ・シティ・ストリーツ - "These City Streets" (P. Weller) - 8:23

### ボーナス・トラック

#### 日本盤
1. アイ・ワーク・イン・ザ・クラウズ - "I Work in the Clouds" (P. Weller, Andy Crofts, Ben Gordelier, Steve Cradock, Steve Pilgrim) - 5:39
2. プレイズ・イフ・ユー・ワナ - "Praise If You Wanna" (P. Weller, A. Crofts, B. Gordelier, S. Cradock, S. Pilgrim) - 1:39

#### ヨーロッパ盤ボックス・セット
1. "(I'm A) Roadrunner" (Holland-Dozier-Holland)
2. "Dusk Til Dawn"
3. "White Sky (Prof. Kybert Vs, The Moons Remix)" (P. Weller, G. Cobain, B. Dougans, S. Rowe)

### スペシャル・エディション盤ボーナスDVD
1. 『サターンズ・パターン』ビハインド・ジ・アルバム - "Saturns Pattern (Behind the Album)"
2. 『サターンズ・パターン』楽曲解説 - "Saturns Pattern (Track-by-Track)"
3. 「ホワイト・スカイ」ビデオ - "White Sky"
4. 「ロング・タイム」ビデオ - "Long Time"
5. 「ロング・タイム」ビハインド・ザ・シーンズ - "Long Time (Behind the Scenes)"
6. 『サターンズ・パターン・フォト・シュート』ビハインド・ザ・シーン - "Saturns Pattern Photoshoot (Behind the Scenes)"

## 参加ミュージシャン
- ポール・ウェラー - ボーカル、ギター、ピアノ、エレクトリックピアノ、メロトロン、オルガン、キーボード、シンセサイザー、ベース、ドラムス、パーカッション、手拍子、フィンガー・スナップ
- ジャン・スタン・カイバート - ベース(on #2)、プログラミング(on #2, #6)、キーボード(on #5, #6)、ギター(on #6)、モーグ・シンセサイザー(on #9)
- アモルファス・アンドロジナス - シンセサイザー、ループ、ドラムス、ハープ、ストリングス、ギター(on #1)
- アンディ・クロフツ - バッキング・ボーカル(on #1, #3, #5, #6, #7, #8)、ギター(on #1)、キーボード(on #2, #5, #8, #9)、モーグ・シンセサイザー(on #2)、メロトロン(on #2)、ピアノ(on #3)、ベース(on #3)
- ステュアート・ロウ - ギター(on #1)
- ビル・ホイーラー - ギター(on #4)
- ジョシュ・マックリーリー - スライドギター(on #4)
- スティーヴ・クラドック - ギター(on #5, #7, #9)、モーグ・シンセサイザー(on #9)
- スティーヴ・ブルックス - スライドギター(on #8)、ギター(on #9)
- チャールズ・リース - ベース(on #4)、パーカッション(on #4)
- ベン・ゴードリエ - ドラムス(on#2, #3, #5, #6, #7, #8, #9)、パーカッション(on #7, #8)
- トム・ヴァン・ヒール - ドラムス(on #4)
- レイヴン・ブッシュ - ヴァイオリン(on #9)
- ハナ・ウェラー - バッキング・ボーカル(on #1, #5, #7)
- スティーヴ・ピルグリム - バッキング・ボーカル(on #2)
- シド・アーサー - バッキング・ボーカル(on #5)